# Suzanne Klemann
Suzanne Marie Klemann (Amsterdam, 25 januari 1963) is een Nederlandse zangeres. Ze is vooral bekend als een van de twee zangeressen van de popgroep Loïs Lane, die eind jaren 80 en begin jaren 90 populair was. In Loïs Lane zingt Suzanne Klemann samen met haar jongere zus Monique Klemann. Daarnaast is zij lid van de band Girls Wanna Have Fun.
Klemann volgde havo en vwo. Ze behaalde een propedeuse in de rechten. Halverwege de jaren 80 van de twintigste eeuw sloot ze zich aan bij Loïs Lane (de band opgericht door haar jongere zus) nadat een achtergrondzangeres was uitgevallen. Naast haar zangcarrière bij Loïs Lane presenteerde ze enige tijd televisieprogramma's, waaronder Countdown: The Files op Veronica. Ook had ze in 1998 een gastrol in Combat als Elsbeth Kerstens. Voor deze serie zong zij met Loïs Lane de titelsong in.
In 2016 was ze een van de deelnemers van het 17e seizoen van het realityprogramma Expeditie Robinson.
Klemann nam deel aan het 22e seizoen van het televisieprogramma Wie is de Mol? Ze moest in de eerste aflevering het spel verlaten. In 2022 deed ze mee aan het televisieprogramma De gevaarlijkste wegen van de wereld. In 2025 deed Klemann mee aan het televisieprogramma No Way Back VIPS.

## Privé
Suzanne Klemann is getrouwd met haar vrouw Minka en samen hebben ze een dochter (2007). Ze is trouwambtenaar en begeleidt ceremonies bij uitvaarten.